# 리청썬
리청썬(중국어: 李成森, 병음: Li Chengsen, 한자음: 이성삼, 1999년 12월 31일 ~ )은 중화인민공화국의 바둑 기사이다. 허난성 자오쭤시 출신으로 중국기원 소속의 5단이다.

## 경력
허난성 자오쭤시에서 태어난 리청선은 2014년 프로바둑에 입단했다. 2015년 2단, 2016년 3단으로 각각 승단했고 2017년 4단이 되었다. 2019년 7월에 5단으로 승단했고, 10월에 제4회 몽백합배 세계 바둑 오픈전 본선 64강에 진출하였으나 아마추어 자오옌에게 패해 탈락했다.